# Polonia Warszawa w sezonie 1923

## Przebieg sezonu
W roku 1923, pierwszym, najważniejszym pozasportowym sukcesem klubu, było uzyskanie terenów po własny stadion w rejonie Dworca Gdańskiego. Jak pisała ówczesna prasa: „Przyznany teren obejmuje obecnie 125x194 m. i mimo najoszczędniejszego rozplanowania go, nie pozwala na umieszczenie prócz boiska meczowego i kilku kortów tenisowych nawet jednego boiska treningowego. Nie wątpimy, że władze magistrackie, które w ostatnich czasach okazują dla sportu warszawskiego nieco zrozumienia, dadzą się przekonać o konieczności dodania niezbędnych kilkuset metrów kwadratowych, a tem samem pozwolą najstarszemu piłkarskiemu klubowi stolicy zbudować boisko, na którem będzie mógł on poprowadzić naprawdę owocną pracę sportową”. Już w następnym miesiącu władze Warszawy postanowiły powiększyć przyznany teren.
Pod koniec lutego 1923 kierownictwo sekcji piłki nożnej ogłosiło plany spotkań piłkarskich na najbliższy sezon. Jak napisał Przegląd Sportowy, „Bezpośrednio od kierownictwa sekcji piłki nożnej najpopularniejszego w stolicy klubu K.S. Polonia otrzymujemy ciekawe dane o programie zawodów w sezonie nadchodzącym.” Wśród zaplanowanych meczów, oprócz rozgrywek w ramach Mistrzostw Polski w Warszawskiej Klasie A, były wyjazdy do Łodzi (17–18 marca), Torunia i Poznania (6–10 maja), Rewel (od 22 maja), wyjazd do Belgii (od 10 lipca) oraz Sopot (28–29 lipca). Oprócz tego zaplanowano wiele meczów w Warszawie z drużynami przyjezdnymi, aczkolwiek brakowało wśród nich drużyn czeskich (które miały zakaz rozgrywania meczów) oraz drużyn z najsilniejszego ówcześnie okręgu krakowskiego, co jednak mogło się zmienić w zależności od możliwości doboru terminu meczu.
2 września 1923, rozegrano siódmy w historii mecz reprezentacji Polski z drużyną Rumunii, zakończony remisem 1:1. Bramkarzem w drużynie narodowej był w tym meczu Jan Loth.
16 września 1923 roku, Polonia po raz pierwszy w swojej historii pokonała zagraniczną drużynę. Był to silny zespół z Węgier Vasas SC. Niemalże 6 tysięcy widzów było świadkami bardzo dobrej gry drużyny Polonii. Rozstrzygająca bramkę, Tadeusz Grabowski, zdobył 5 minut przed końcem. Końcowy wynik 2:1 został przyjęty owacją zgromadzonej widowni.
W grudniu odbyły się wybory władz klubu w których po raz trzeci pastor August Loth został prezesem klubu. Jego zastępcami wybrano Karola Zielińskiego i Tadeusza Gebethnera.

## Skład
Skład Polonii według zapowiedzi prasy sportowej (przed rozpoczęciem sezonu).
W nawiasie liczba występów w meczach Mistrzostw Polski (maksimum 6 meczów) według Encyklopedii Fuji
| Nr | Poz. | Piłkarz                   |
| -- | ---- | ------------------------- |
|    | BR   | Jan Loth (4)              |
|    | OB   | Mieczysław Czajkowski (5) |
|    | OB   | Tadeusz Walczak (3)       |
|    | OB   | Janusz Czyżewski (3)      |
|    | OB   | Jan Antoni Pląskowski     |
|    | PO   | Janusz Mück (1)           |
|    | PO   | Józef Jagłowski (2)       |
|    | PO   | Tadeusz Gebethner (6)     |
|    | PO   | Hermans                   |
|    | PO   | Stefan Loth (6)           |
|    | PO   | Borys Bułanow (3)         |

| Nr | Poz. | Piłkarz                |
| -- | ---- | ---------------------- |
|    | NA   | Stanisław Zantman (5)  |
|    | NA   | Wacław Gebethner (2)   |
|    | NA   | Jerzy Bułanow (5)      |
|    | NA   | Henryk Emchowicz (4)   |
|    | NA   | Riedel                 |
|    | NA   | Michał Hamburger (4)   |
|    | NA   | Franciszek Żelechowski |
|    | NA   | Tadeusz Grabowski (2)  |
|    | NA   | Józef Malinowski (4)   |
|    | NA   | Kist                   |

### Nowi zawodnicy
Poniższa lista przedstawia zawodników debiutujących w drużynie Polonii w roku 1923 (według R. Gawkowskiego).

- Tadeusz Walczak
- Jerzy Bułanow
- Borys Bułanow
- Józef Malinowski
- Tadeusz Świerczyński (Świerczyński I)
- Jerzy Zuberbier
- Aleksander Tupalski
- ? (Świerczyński II)
- Bibrych
- Wacław Loth
- Czarnecki
- Włodzimierz Krygier

## Spis meczów

### Mecze o Mistrzostwo Polski
Rozgrywki o mistrzostwo Polski odbywały się tak jak w poprzednich sezonach poprzez rywalizację wielostopniową. Najpierw wyłaniano mistrzów regionów, którzy następnie grali między sobą w dwóch grupach krajowych. W 1923 roku Polonia po raz trzeci z rzędu zajęła najwyższą pozycję w rozgrywkach o Mistrzostwo Warszawy po meczach rozegranych z innymi stołecznymi drużynami.

#### Mecze o Mistrzostwo Warszawy
- 25-03-1923 Polonia – AZS Warszawa 5:0 (3:0)[3]
- 08-04-1923 Warszawianka – Polonia 1:1 (1:1)[4]
- 14-04-1923 Polonia – Legia Warszawa 2:0 (0:0)[5]
- 21-04-1923 Polonia – AZS Warszawa 7:1 (3:1)[6]
- 12-05-1923 Legia Warszawa – Polonia 1:0 (1:0)[7]
- 10-06-1923 Polonia – Warszawianka 3:3 (1:1)[8]

Według ówczesnego regulaminu drużyny o jednakowej ilości punktów rozgrywały dodatkowe spotkanie, tak aby wyłonić mistrza.
- 20-06-1923 Polonia – Warszawianka 7:1 (2:1)[9]

Skład: Loth II – Czyżewski, Czajkowski – Šmid, Loth I, Gebethner – Zantman, Emchowicz, Malinowski, Grabowski, Hamburger
Końcowa tabela mistrzostw grupy warszawskiej 1923
| Poz | Klub             | Mecze | Pkt | Bramki |
| --- | ---------------- | ----- | --- | ------ |
| 1   | Polonia Warszawa | 7     | 10  | 25-7   |
| 2   | Warszawianka     | 7     | 8   | 14-18  |
| 3   | Legia            | 6     | 6   | 14-10  |
| 4   | AZS Warszawa     | 6     | 2   | 6-24   |

#### Rozgrywki ogólnopolskie
W finałach mistrzostw Polski KSP trafiła do grupy wschodniej, gdzie za przeciwnika miała mistrzów Wilna oraz Lublina, a także najsilniejszą ówcześnie drużynę krajową Pogoń Lwów.
Stołeczni futboliści bez najmniejszych problemów po wysokich zwycięstwach zdobyli komplet punktów na WKS-ie Lublin i Laudzie Wilno, ale z Mistrzami Polski sami zanotowali wysokie porażki. Polonia jedynie wybieganiem i warunkami fizycznymi mogła się równać z najlepszą drużyną swojej grupy. Lwowska Pogoń powtórzyła zresztą swój ubiegłoroczny sukces pokonując w finale triumfatorkę grupy zachodniej Wisłę Kraków, choć o wszystkim rozstrzygnął dopiero trzeci mecz na neutralnym, warszawskim terenie, a decydująca bramka na 2:1 padła w przedostatniej minucie dogrywki.
| Data meczu | Przeciwnik                     | Wynik meczu | Skład |
| ---------- | ------------------------------ | ----------- | --- |
| 12-08-1923 | Polonia Warszawa – Lauda Wilno | 4:0 (3:0)   | J. Loth – Czajkowski, Walczak – Šmid, Gebethner, Mück, S. Loth – Zantman, Emchowicz, J. Bułanow, B. Bułanow                      |
| 19-08-1923 | Polonia Warszawa – Pogoń Lwów  | 1:5 (1:2)   | J. Loth – Czajkowski – Šmid, Gebethner, S. Loth, J. Bułanow – Zantman, Hamburger, Malinowski, Emchowicz, B. Bułanow              |
| 01-09-1923 | Polonia Warszawa – WKS Lublin  | 6:1 (2:1)   | Zuberbier – Czajkowski, Walczak – T. Gebethner, S. Loth, Jagłowski – Świerczyński, W. Gebethner, Malinowski, J. Bułanow, Zantman |
| 02-09-1923 | Polonia Warszawa – WKS Lublin  | 6:0 (4:0)   | Zuberbier – Walczak, Czyżewski – T. Gebethner, S. Loth, Jagłowski – W. Gebethner, Hamburger, Malinowski, J. Bułanow, Zantman     |
| 16-09-1923 | Polonia Warszawa – Lauda Wilno | 6:0 (2:0)   | J. Loth – Czajkowski, Czyżewski – T. Gebethner, S. Loth, Šmid – Hamburger, Grabowski, Emchowicz, J. Bułanow, B. Bułanow (do '60) |
| 30-09-1923 | Pogoń Lwów – Polonia Warszawa  | 1:6 (0:3)   | J. Loth – Czajkowski, Czyżewski – T. Gebethner, S. Loth, Šmid – Hamburger, Grabowski, Malinowski, Emchowicz, Zantman             |

Wszystkie składy w poszczególnych meczach według Encyklopedii Fuji
Końcowa tabela grupy wschodniej mistrzostw Polski 1923
| Poz | Klub             | Pkt | Bramki |
| --- | ---------------- | --- | ------ |
| 1   | Pogoń Lwów       | 12  | 42-3   |
| 2   | Polonia Warszawa | 8   | 24-12  |
| 3   | Lauda Wilno      | 3   | 4-26   |
| 4   | WKS Lublin       | 1   | 1-30   |

### Mecze towarzyskie
| Data       | Przeciwnik                 | Wynik      |
| ---------- | -------------------------- | ---------- |
| 11-03-1923 | WTC Warszawa               | 6:0 (4:0)  |
| 17-03-1923 | Makkabi Warszawa           | 11:0 (3:0) |
| 01-04-1923 | Törekvés SE                | 2:4 (0:2)  |
| 02-04-1923 | Törekvés SE                | 0:2 (0:0)  |
| 22-04-1923 | Jutrzenka Kraków           | 1:1 (1:0)  |
| 03-05-1923 | Warszawianka               | 2:3 (1:1)  |
| 08-05-1923 | Warta Poznań               | 2:1        |
| 10-05-1923 | TKS Toruń                  | 3:5        |
| 22-05-1923 | Sport Tallinn              | 3:0        |
| 27-05-1923 | TKS Toruń                  | 4:0 (2:0)  |
| 31-05-1923 | Warta Poznań               | 4:3 (2:2)  |
| 24-06-1923 | Union Łódź                 | 3:2 (2:1)  |
| 29-06-1923 | ŁKS Łódź                   | 6:2 (1:1)  |
| 0x-07-1923 | Vienna                     | 2:2        |
| 18-07-1923 | Vienna                     | 2:3        |
| 05-08-1923 | Jutrzenka Kraków           | 1:1 (1:1)  |
| 26-08-1923 | Cracovia                   | 0:1 (0:1)  |
| 22-09-1923 | Vasas SC                   | 2:1 (0:1)  |
| 23-09-1923 | Vasas SC                   | 2:2        |
| 14-10-1923 | Legia Warszawa             | 2:0 (0:0)  |
| 21-10-1923 | Kalev Tallinn              | 0:1        |
| 0x-11-1923 | Polonia Warszawa – rezerwy | 6:3        |

### Reprezentacje narodowe
| Imię i nazwisko | Reprezentacja | Mecze | Bramki |
| --------------- | ------------- | ----- | ------ |
| Jan Loth        | Polska        | 1     | 0      |

## Statystyka klubu w 1923 roku
| Rozegrane mecze | 34     |
| Wygrane         | 19     |
| Remisy          | 5      |
| Porażki         | 10     |
| Bramki          | 112-55 |